# دیک مک‌تگرت
دیک مک‌تگرت (به انگلیسی: Dick McTaggart؛ زادهٔ ۱۵ اکتبر ۱۹۳۵ – درگذشتهٔ ۹ مارس ۲۰۲۵) بوکسور اهل بریتانیا بود.
وی در مسابقات کشوری و بین‌المللی در مجموع برندهٔ ۳ مدال طلا، ۱ مدال نقره و ۱ مدال برنز شده‌بود.
مک‌تگرت در ۹ مارس ۲۰۲۵، در سن ۸۹ سالگی درگذشت.